# Битва за Джелу

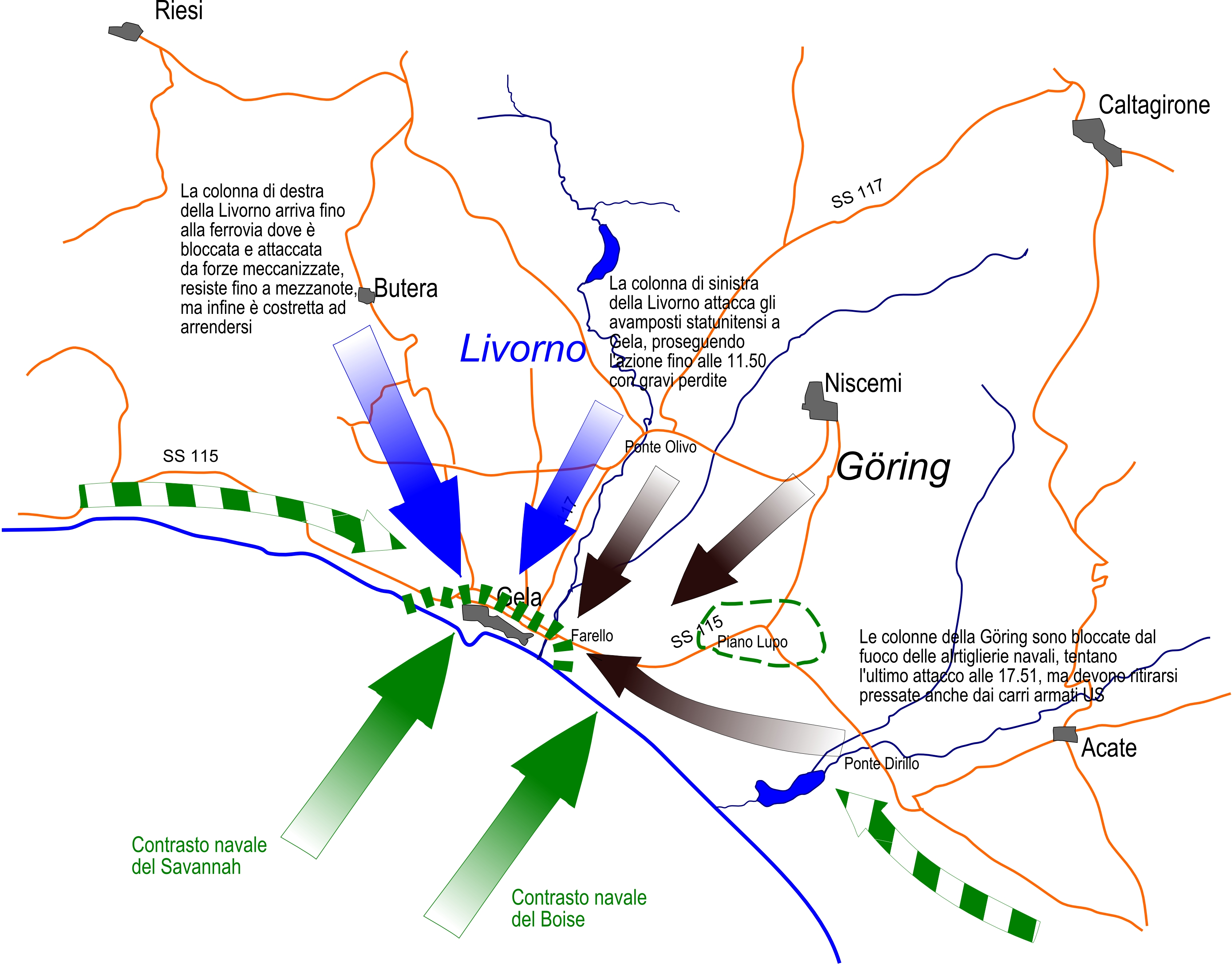
Карта боїв за Джелу 11 липня 1943 року

Битва за Джелу (англ. Battle of Gela) — амфібійна операція американських збройних сил під час проведення союзниками Сицилійської операції з висадки морського десанту поблизу міста Джела. Бої точилися з 10 до 12 липня 1943 року у південній частині італійського острову Сицилія за часів Другої світової війни.

## Історія

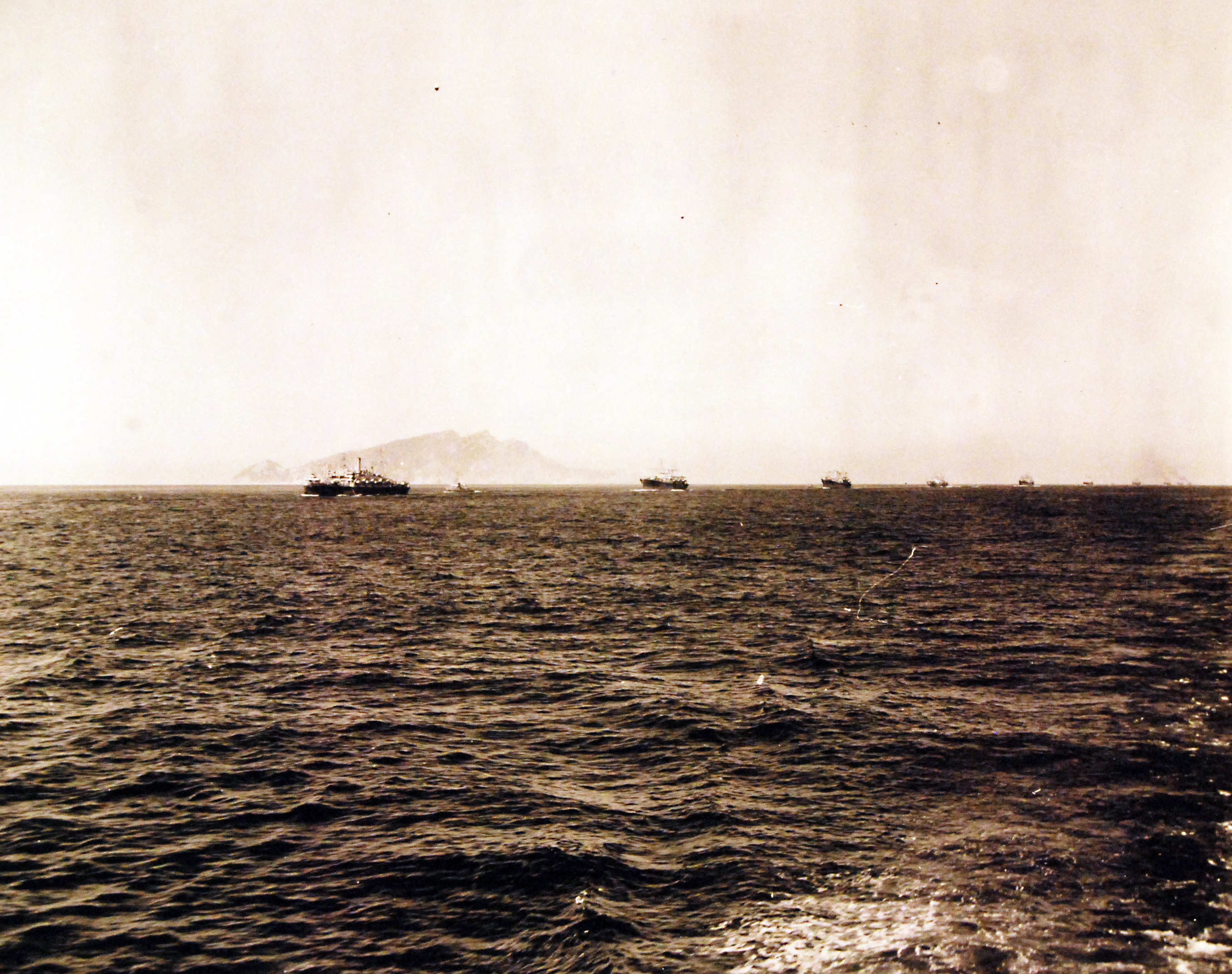
Десантний конвой NCF 1 з Орану вирушає до сицилійського берега. 8 липня 1943

### Передумови

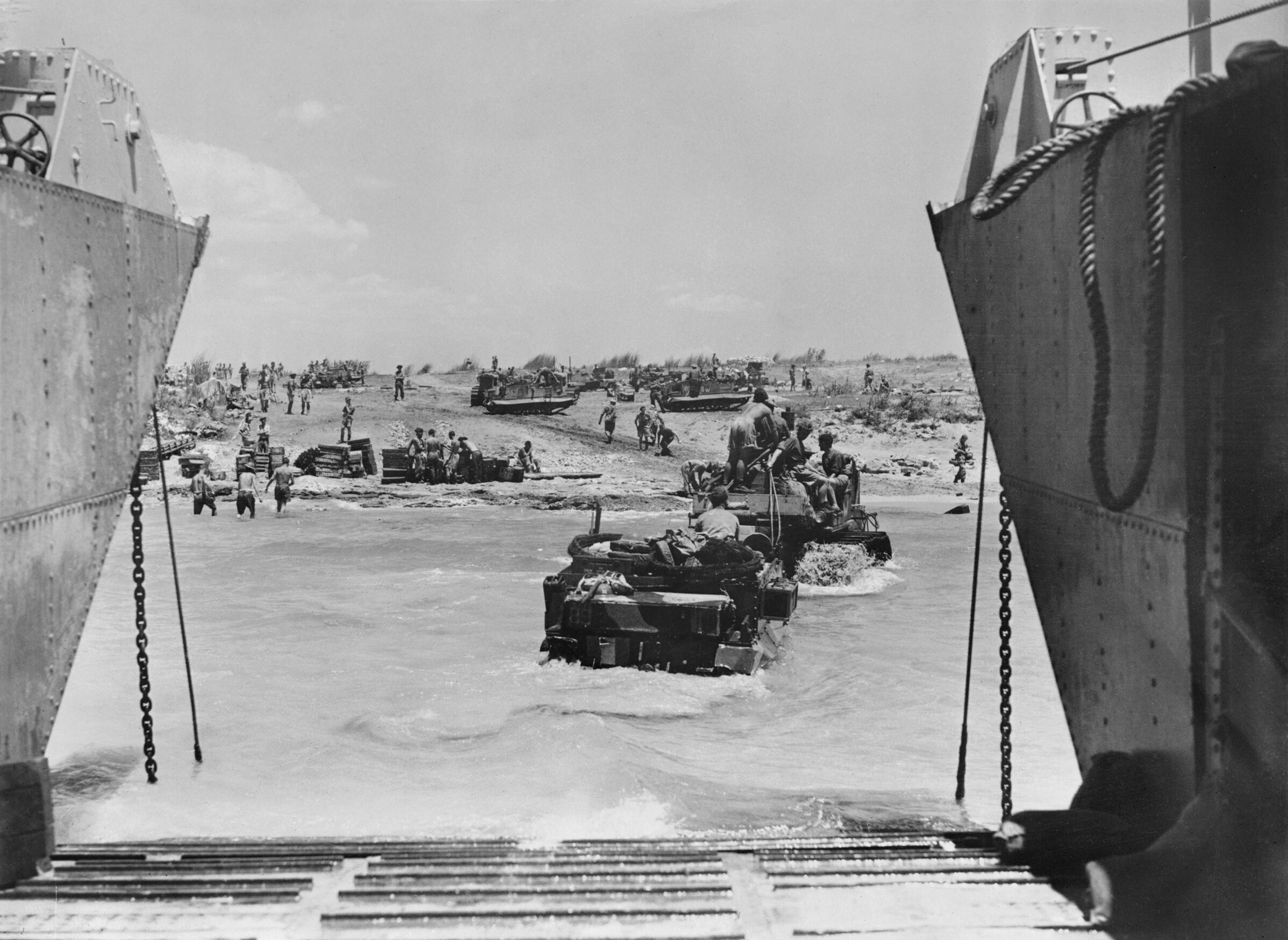
Висадка військ на Сицилію. На берег бульдозерами витягують «універсальні транспортери». 10 липня 1943

До початку вторгнення на Сицилію союзники перемогли німецько-італійську армію в Туніській кампанії, повністю знищивши величезне угруповання сил Осі на півночі Африки. Зважаючи на географічні умови Середземномор'я та розклад сил на Європейському театрі війни, вторгнення західних союзників в Італію вважалося як засіб відволікання сил Третього Рейху й фашистської Італії від Східного фронту у Радянському Союзі, доки союзники не зможуть підготуватися належним чином до вторгнення в окуповану Європу через Францію. Для висадки морського десанту на італійський острів Сицилія, що стояв першим у планах союзників, було утворене угруповання сухопутних військ під загальним командуванням генерала Дуайта Д. Ейзенхауера, яке доставляли до італійських берегів військово-морські сили під командуванням британського адмірала флоту Ендрю Каннінгема. Набагато гостріше постало питання повітряного прикриття висадки морського десанту. На це виділялися значні сили, понад 670 винищувачів союзників, які діяли трьома групами з авіабаз на Мальті (британські «Спітфайри») та дві групи американських P-40 «Вохок», що базувалися на Пантеллерії й Гоцо. Але, враховуючи велику відстань від аеродромів базування до смуги вторгнення, англо-американські пілоти змушені були діяти на максимальній відстані, і час перебування їх над районом майбутніх бойових дій був надзвичайно стислий. Виходячи з цього, керівництво повітряних сил союзників відмовилося надати повітряне прикриття наземним військам до тих пір, поки повітряні сили Осі не будуть нейтралізовані. Отже, роль авіації союзників була незначною в боях за Джелу. Стратегічне бомбардування перед вторгненням призвело до зниження сили німецького 2-го повітряного флоту до 175 літаків на Сицилії, але 418 додаткових літаків мало Люфтваффе та 449 літаків італійських Королівських повітряних сил, що залишалися справними на базах в Італії, і були спроможні діяти в разі необхідності.

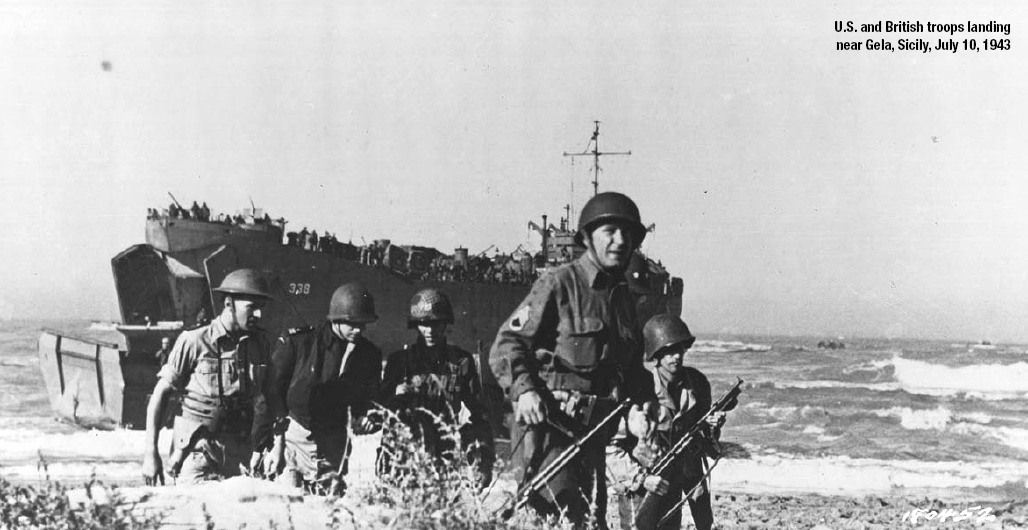
Висадка американських та британських військових на сицилійський берег поблизу Джели. 10 липня 1943

На противагу до попереднього вторгнення в Північну Африку та пізніше — в Італію, до складу сил вторгнення не входили авіаносці. Ті, авіаносці, що підтримували американську та британську висадки у Французькій Північній Африці під час операції «Смолоскип», вибули на виконання інших завдань. Ескортний авіаносець «Санті» супроводжував конвої UG, захищаючи їх від нападів німецьких підводних човнів, тоді як інші три авіаносці типу «Сенгамон» були передані на Тихий океан для підтримки Гуадалканальської кампанії, а авіаносець флоту «Рейнджер» готував нових пілотів палубної авіації поблизу Атлантичного узбережжя США.

### Склад сил союзників
Західна оперативна група союзників під командуванням віцеадмірала Генрі Г'юїтта, що прямувала на плацдарм біля Джели, нараховувала 601 корабель і судно (включаючи 130 військових кораблів та 324 десантних судна та транспорти з 1124 десантними катерами LCVP) мала висадити перший ешелон морського десанту — формування 7-ї американської армії генерал-лейтенанта Джорджа С. Паттона. Паттон командував утричі більшою кількістю солдатів, ніж висаджувалося вісім місяців раніше в Марокко під час операції «Смолоскип»; при висадці вперше в бойових умовах застосовувалися дев'ять нових типів десантних човнів і п'ять нових типів десантних кораблів. Вперше на Європейському театрі використовувалися при вторгненні новітні танкодесантні кораблі типу LST. Західна оперативна група поділялася на тактичну групу «C» для висадки 3-ї піхотної дивізії поблизу Ліката (сектор «Джосс») на західному фланзі, тактичну групу «К» для висадки 45-ї піхотної дивізії поблизу Скоглітті (сектор «Цент») на східному фланзі та тактичну групу «H» з 16-го та 26-го полків 1-ї піхотної дивізії, посилених 531-м інженерним батальйоном і 1-м та 4-м батальйонами американських рейнджерів. Поблизу Джели до тактичної групи додали 83-й батальйон хімічних мінометів. Другий ешелон: частини 2-ї бронетанкової дивізії та 18-го полку 1-ї піхотної дивізії висаджувалися в перший день боїв для підтримки 1-ї піхотної дивізії.

### Склад сил країн Осі
У смузі висадки на плацдарм біля Джели позиції обороняли підрозділи італійської XVIII бригади берегової оборони. Власно містечко захищав італійський 429-й береговий батальйон (майор Рубеліно), який влаштував міцну, обладнану у фортифікаційному відношенні лінію оборони, посилену протитанковими гарматами. Пляж по обидва боки від пірсу міста був замінований, на флангах прикривався кулеметними гніздами та артилерійськими батареями, що розміщувалися на захищених позиціях на глибині 6400 м у глибині оборони. Основні сили італійської 4-ї гірсько-піхотної дивізії «Ліворно» були зосереджені поблизу Нішемі, їх підтримували сили мобільної групи «E» в Понте Оліво із 38 застарілими танками «Фіат 3000». У перший день висадки союзного десанту їм на підтримку прибули передові підрозділи 1-ї парашутно-танкової дивізії «Герман Герінг» з 9000 солдатів та 46 танків Panzerkampfwagen III і 32 Panzerkampfwagen IV, а також панцергренадерський полк 15-ї дивізії з 17 танками Tiger I 215-го танкового батальйону.

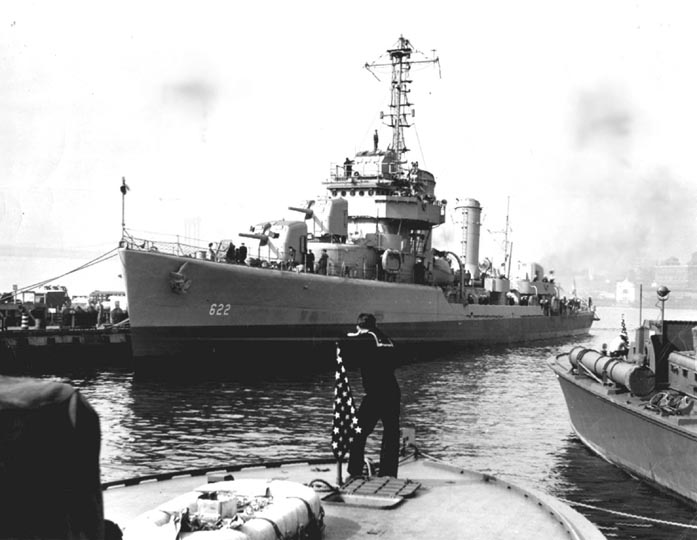
Американський есмінець «Меддокс», що затонув поблизу Джели у перший день висадки морського десанту

Авіаційну підтримку цим частинам надавали один «штаффель» (ескадрилья) винищувачів Messerschmitt Bf 109G-6 Jagdgeschwader 53 з Катанії, два «штаффелі» Jagdgeschwader 77 з Трапані, ще один «штаффель» JG 77 з Шакки, два «штаффелі» пікіруючих бомбардувальників Focke-Wulf Fw 190F-2 StG 2 з Кастельветрано, два «штаффелі» швидкісних бомбардувальників Fw 190A-5 Schnellkampfgeschwader 10 з аеродрому Гербіні. Середні бомбардувальники Junkers Ju 88A та Savoia-Marchetti SM 79 могли дістатися до Джели з баз в Італії.

### Початок вторгнення
5 липня з Орану вийшов великий десантний конвой NCF 1 у супроводженні крейсерів та есмінців та вирушив до сицилійського берега. LST, LCI, LCT та патрульні кораблі випливали прямо з Тунісу у складі конвоїв TJM 1 та TJS 1. О 18:40 9 липня союзний десант був замічений і німецькі сили оповіщені про наближення противника. У цей час на морі був міцний вітер силою 7 балів, що спричинило морську хворобу серед військовослужбовців, які взяли участь у висадці. Ввечері 9 липня конвої розділилися на оперативні групи «C», «H» та «K» і спрямували до визначених зон вторгнення на сицилійському узбережжі.

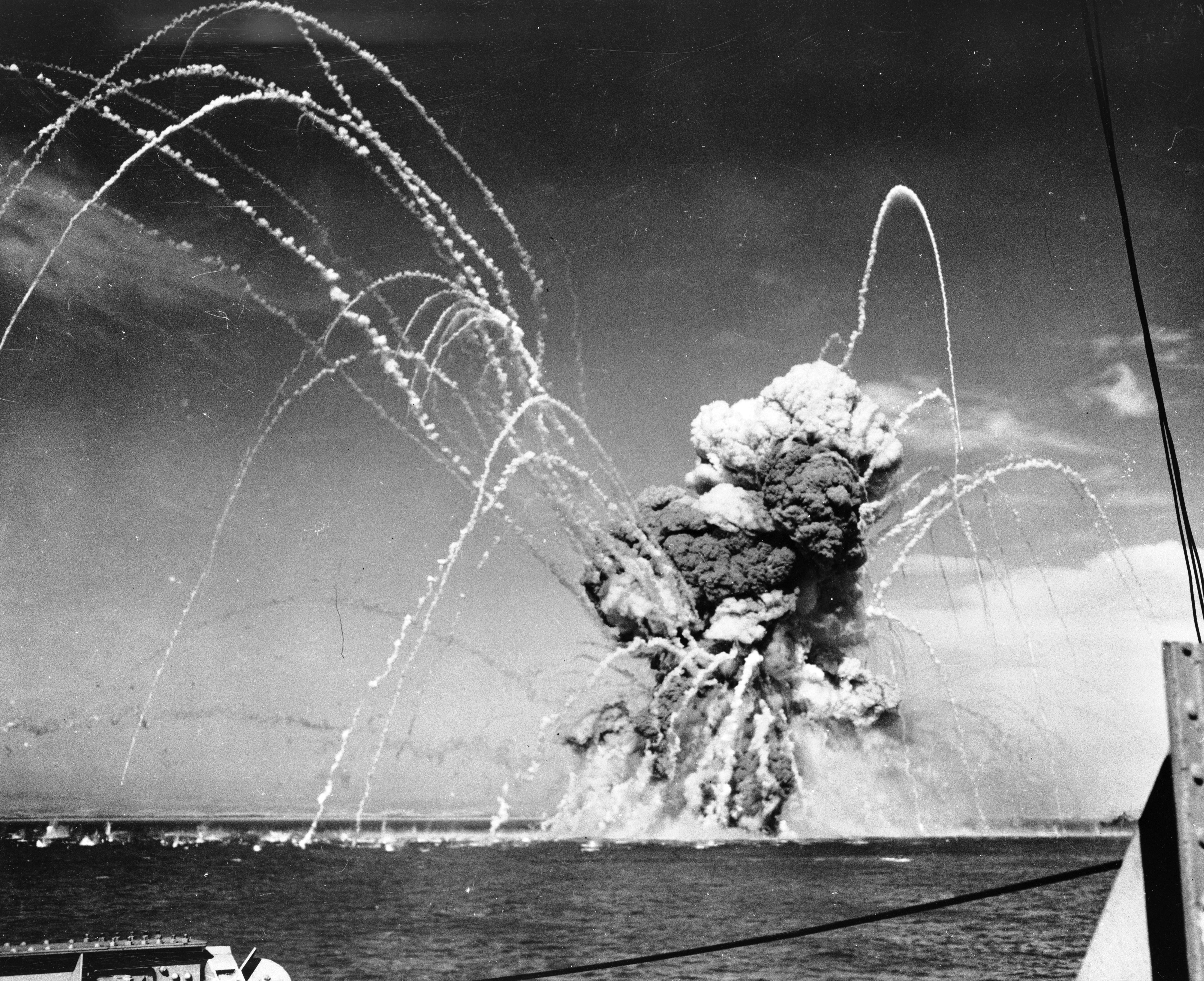
Вибух американського транспортного судна типу «Ліберті» «Роберт Роуен» (SS Robert Rowan) внаслідок ураження німецькою авіабомбою під час висадки американських військ біля міста Джела. 10 липня 1943

Десантні кораблі встали на якір приблизно в 6 морських милях (11 км) від гирла річки Джела з LCI, LST та рятувальними суднами трохи далі від моря; і есмінці «Мерфі», «Гленнон», «Меддокс», «Бернаду» та «Даллас» здійснювали прикриття якірної стоянки з моря. Легкий крейсер «Саванна» і есмінець «Шубрік» забезпечували вогневе прикриття на західному фланзі зосередженого угруповання кораблів, тоді як «Бойс» і «Джефферс» патрулювали аналогічну східну зону від якірної стоянки. Сподіваючись на елемент несподіванки, армійське командування відмовилося від артилерійської підготовки до висадки десанту кораблями флоту.

### Висадка десанту

#### 10 липня
Невдовзі опісля півночі з транспортних кораблів почав висаджуватися морський десант, генерал Гуццоні оголосив тривогу о 01:00. Близько 02:45 перша штурмова хвиля з транспортів «Барнетт», «Лайон», «Тарстон» та «Елізабет Стентон» дісталася берега. «Шубрік» знищив два прожектори XVIII берегової бригади, що висвітлювали першу хвилю і обстріляв кілька артилерійських позицій цієї бригади. Перший ешелон десанту висадився на усі плацдарми до 03:35. Рейнджери провели висадку по обидва боки пристані Джела. 26-й полк висадився на східній стороні річки Джела, а 16-й полк висадився на схід від 26-го полку. Триста воїнів 180-го полку 45-ї дивізії випадково висадилися серед 16-го полку на пляжах на захід від річки Акате.
12-те командування повітряної підтримки планувало забезпечити авіаційне прикриття над Джелою в денний час силами 12 винищувачів, але фактично наявна кількість ніколи не перевищувала восьми, а іноді було лише два. Водночас, німецько-італійська авіація проводила повітряні атаки цілодобово; отже, практично в небі над Джелою панували лише ворожі літаки, своєї авіації американські війська майже не бачили. Перші літаки союзників прибули о 05:01, але німецькі бомбардувальники прибули ще до першого світла. Й вже о 04:58 під ударами Ju 88 KG 54 американський есмінець «Меддокс» затонув. LST-345 та мисливець за підводними човнами PC-621, уникаючи бомб, зіткнулися під час маневрування. О 05:14 зенітна артилерія «Саванни» збила Ju 88. Кораблям Західної оперативної групи через відсутність авіаційного прикриття довелося перейняти на себе протиповітряний захист не лише себе, а й наземних військ, що опинилися беззахисними від ударів противника з повітря. Разом з цим, тотальний вогонь по всьому, що літає, призвів до того, що літаки союзників, коли з'явилися на висоті польоту середніх бомбардувальників країн Осі, були сприйняти як підозрілі бомбардувальники та зазнавали втрат від «дружнього вогню» корабельних засобів ППО.

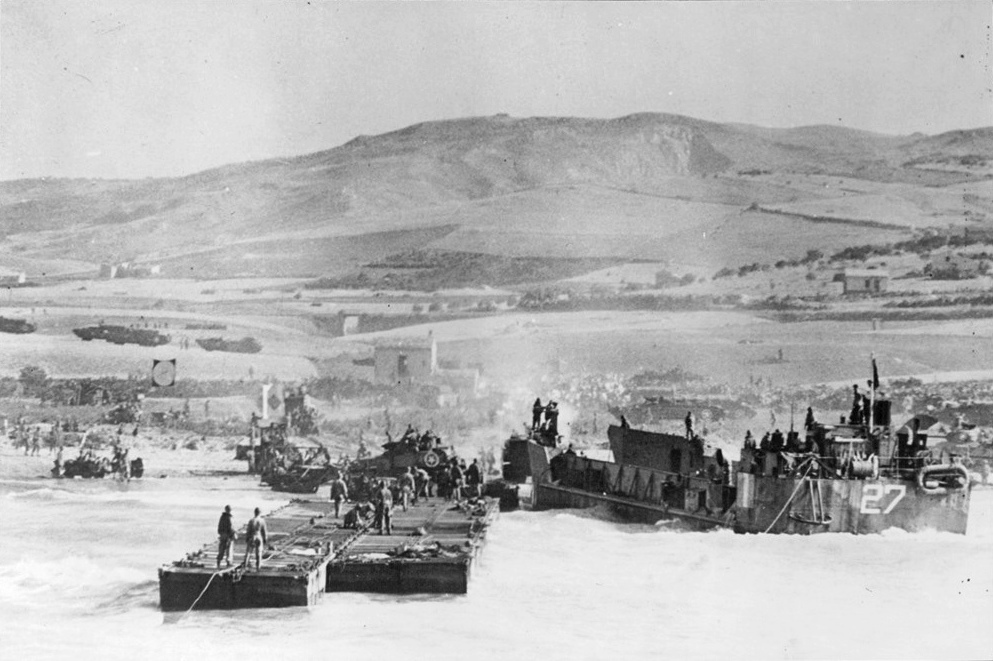
Американські війська висаджують на сицилійський берег техніку за допомогою поромів

Американські рейнджери атакували порт Джели, намагаючись захопити місцеву пристань для вивантаження LST. Незважаючи на знищення італійськими захисниками портових споруд, американці до 08:00 захопили, а також узяли в полон 200 італійських солдатів і три 80-мм артилерійські системи FK M. 5. Італійський 429-й батальйон втратив 194 чоловіків убитими або пораненими, 45 % свого складу у ході боїв з противником. 26-й полк був готовий допомогти рейнджерам у захопленні Джели; але, коли це виявилося непотрібним, частина почала рухатись углиб, щоб зайняти панівні висоти на захід від Понте Оліво. 16-й полк мав намір приєднатись до 505-го парашутного полку, який здійснив висадку повітряним способом і, вважалося контролював височину Луапо-Піано на схід від Понте-Оліво. Там вони планували перейти до оборони та прикрити від атак противника з боку Нішчемі, одночасно готуючись до скоординованої атаки з 26-м полком проти Понте Оліво. 16-й полк наразився на щільний вогонь кулеметних гнізд на східному кінці плацдарму, водночас ворожа артилерія та міномети вели вогонь по силам, що висадилися на пляж та LCI, що о 04:30 почали висаджувати десант східніше річки Джела.
Після сходу сонця тральщики розпочали розчищення шахт поздовж берегової лінії, щоб LST змогли розпочати вивантаження бойових машин. З 07:10 італійська артилерія посилила обстріли по східному пляжу, поки о 09:40 «Бойс» та «Саванна» вогнем своїх гармат не примусили батареї замовкнути. О 10:10 італійська артилерія відновила стрілянину, завдавши шкоди кільком десантно-висадочним засобам, отже десантні судна тимчасово припинили вивантаження техніки та вантажів. Напівгусенічні бойові машини типу М2 і М3, що намагалися прорватися далі вглиб від східного плацдарму, але натрапили на італійське мінне поле. Німецькі протитанкові міни Теллера знищили вантажівки, амфібійні машини DUKW та п'ять військових бульдозерів. Міношукачі виявилися ненадійними після впливу на них солоної води в ході висадки, і перший прохід через мінне поле був очищений лише до 12:12. До полудня американці не змогли висадити на землю жодної одиниці артилерії і жодного з десяти танків 1-ї дивізії. Поступово на плацдармах почала утворюватися тіснява, десантні судна, стоячи поблизу берега, повинні були по чотири години чекати, щоб їх вивантажити, поки пляж повільно перевантажувався транспортними засобами, які чекали переміщення далі від узбережжя, до того ж противник інтенсивно атакував їх з повітря та артилерійським вогнем. Через вплив італійсько-німецьких засобів ураження десантно-висадочні засоби зазнавали все більш втрат, майже 200 з них були або знищені або пошкоджені й не могли продовжувати працювати на доставці людей, техніки та майна на берег. До того ж, на відстані 100—150 метрів від пляжів піщані наноси перешкоджали наближенню деяких десантних засобів до берегової лінії, зокрема перевізникам LST, що доставляли танки на плацдарм. Деякі солдати, що у темряві приземлялися на піщаних наносах, потонули, під вагою своєї бойової екіпіровки та зброї.
О 06:00 легкі крейсери «Саванна» і «Бойс» для виявлення цілей та здійснення спостереження і коригування артилерійського вогню з кораблів запустили морські розвідники SOC «Сігал», однак обидва незабаром були збиті Bf 109. О 07:30 італійська дивізія «Ліворно» за підтримки близько 40 танків «Фіат 3000» з трьох напрямків розпочала контратаку, маючи за мету вибити американців з Джели. Морський десант відбив цей наступ, завдавши важких втрат італійцям. Успішному відбиттю атаки сприяв вогонь корабельних гармат американських крейсерів і есмінців, які наводилися коригувальниками рейнджерів з передової. Коли декілька вцілілих італійських танків прорвалося до міста, рейнджери знищили три з них, перш ніж сім, що залишилися, відступили разом із супроводжуваною ними піхотою.
До полудня сторони продовжували обстрілювати один одного. Американський флот запустив ще кілька палубних розвідників, що координували вогонь корабельної артилерії, але через короткий час всі їх втратив.
О 13:20 німецький танковий полк дивізії «Герман Герінг» за підтримки бомбардувальної авіації Люфтваффе розпочав наступну контратаку, завдавши удар по східному краю плацдарму. Атаки німців продовжувалися до кінця доби, їм вдалося місцями потіснити морський десант, бої в основному точилися поблизу Піано Лупо. Німецькій мотопіхоті, посиленої важкими танками «Тигр», сприяв успіх, до того моменту, поки бронетехніка не почала спускатися до плацдарму з висот, які опанували. Тут на них чекав влучний вогонь кораблів підтримки, і німецькому командуванню довелося призупинити свої війська. Дочекавшись на темряву, вони почали перегрупування. Але, американці, скориставшись паузою, прискорили вивантаження на берег своїх танків і артилерії. Німецька авіація почала інтенсивне бомбардування військ та десантно-висадочних засобів, що скупчилися на береговій лінії. Бомбардування італійської та німецької авіації проводилося зі швидкістю 275—300 нальотів на день, половина прибула вже у темряві, було потоплено та пошкоджено багато суден десанту. Кораблі підтримки забезпечували прикриття артилерійським вогню, але о 21:50 під прикриттям темряви 1-ша піхотна дивізія почала відступати назад до плацдарму. Союзному командуванню на берегу катастрофічно не вистачало танків та важкої артилерії для організації надійної протитанкової оборони та утримання плацдарму. З 22:45 бомбардування та обстріли зайнятого пляжу посилилися.

#### 11 липня
Лише о 02:00 перші американські танки були доставлені на плацдарм. Проте, танки 67-го танкового полку відразу застрягнув на м'якому пляжному піску в зоні висадки. Рано-вранці кораблі артилерійської підтримки десанту замінили: на західному фланзі замість «Шубрік» прибув «Батлер», а на східному — «Гленнон» поміняв «Джефферс».

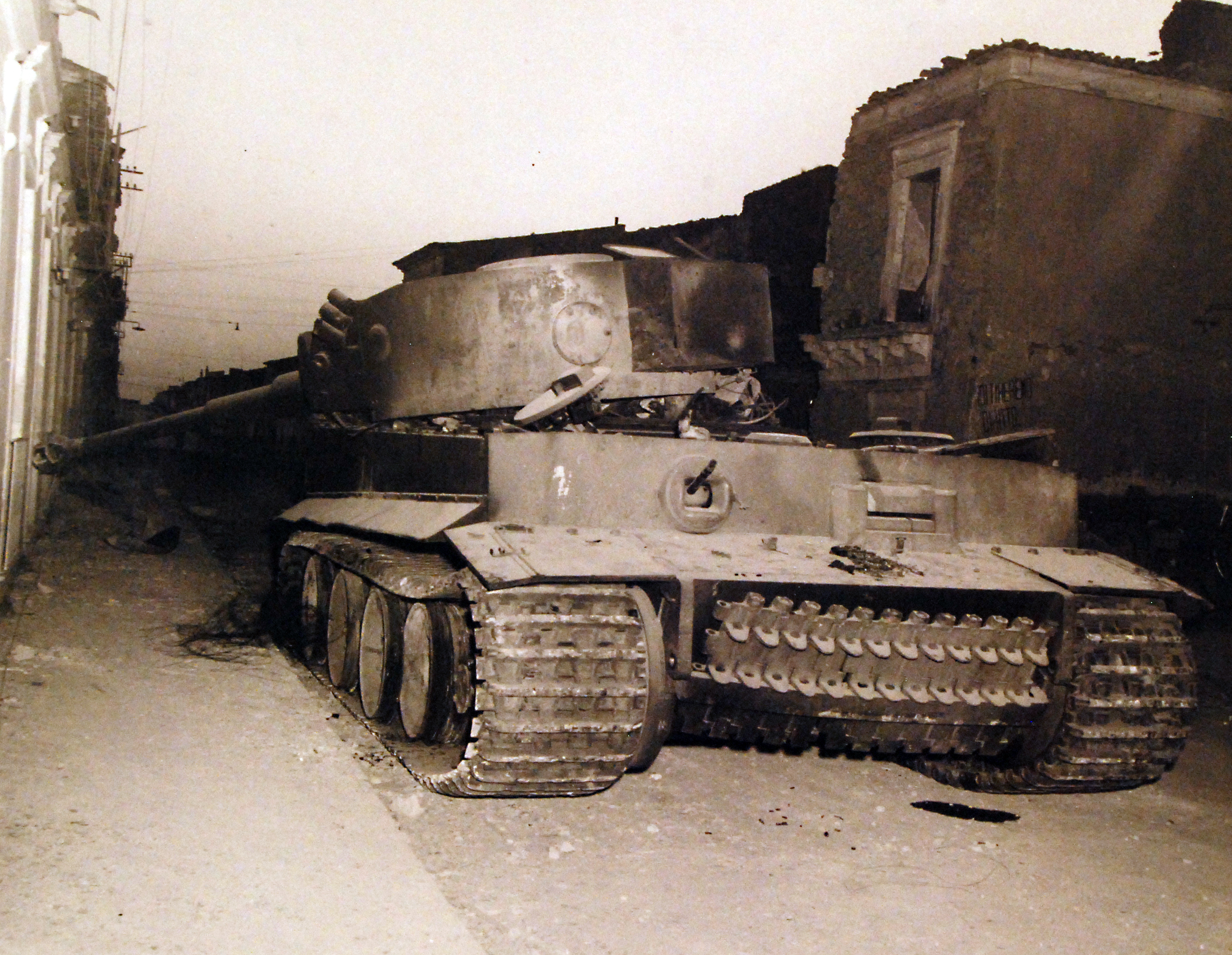
Підбитий німецький важкий танк «Тигр» на вулиці італійського містечка. Липень 1943

О 06:35 почався перший за добу авіаційний наліт — 12 італійських SM 79 атакували війська на плацдармі, завдавши певної шкоди транспортним суднам та кораблям підтримки.
На суходолі одночасно почали атаку війська Осі: з боку західного берега річки Джела атакували гірські стрільці 4-ї дивізії «Ліворно», зі східного краю на плацдарм 1-ї піхотної дивізії наступали підрозділи «Герман Герінг». На позиції американців двома колонами поринули 60 танків Panzer III і Panzer IV, які вціліли після попереднього бою. На обох флангах зав'язалися запеклі бої, місцями американській піхоті доводилося відступати під тиском противника. Згодом морському десанту надала підтримку корабельна артилерія, що почала влучно уражати бронетехніку італійців та німців.
Поки шістдесят американських танків, що висадилися раніше, все ще потопали у піщаних дюнах, п'ять американських танків, що висадилися з LST-2 о 08:45, негайно вступили в бій. На той час німецькі танки вже підійшли на відстань 2200 м від берегової лінії. Незабаром бій на пляжі перетворився на суцільну битву по всьому периметру, кожен чоловік на плацдармі, включаючи штабних офіцерів, допоміжний персонал тилових та технічних підрозділів вступав у сутичку, використовуючи свою особисту зброю.
О 09:15 кораблі посилили свій вогонь на замовлення тих, що тримався на берегу. Завдяки артилерійському вогню кораблів підтримки було завдано великих втрат німецькій та італійській техніці. «Саванна» випустив за ранок близько 500 150-мм снарядів, вбивши більше половини італійської піхоти, що наступала на Джелу. В результаті затятої битви, що почалася у ранкові години, американцям вдалося втримати здобуті позиції на плацдармі і відбити контратаку противника. Зазнавши великих втрат італійські та німецькі підрозділи відступили.
Відстоявши свої позиції, американські війська продовжили закріплюватися на берегу. О 12:35 бомбардувальна авіація Осі відновила масовані атаки з повітря на морський десант. Бомбардування проводилося методично, з невеликими перервами в нальотах. О 15:45 в результаті атаки 35 Ju 88 під ескортом Bf 109 прямим влученням було уражено американський транспорт боєприпасів на основі судна типу «Ліберті» «Роберт Роуен» (англ. SS Robert Rowan). О 17:30 транспорт вибухнув і сів на незначній глибині на дно затоки. Повітряні рейди італійсько-німецької авіації продовжувалися до пізнього вечора, спричинивши великі втрати десантно-висадочним засобам.
Пізно ввечері залишки танків Осі відступили від плацдарму та відійшли вглиб Сицилії.

#### 12 липня
До світанку 12 числа морський десант на 90 % був вивантажений на берег. О 08:45 1-ша піхотна дивізія захопила аеродром Понте Оліво, приблизно на 27 годин пізніше, ніж планувалося. В міру зосередження на сицилійському берегу, союзна авіація все ефективніше діяла на підтримку своїх наземних військ, відбиваючи бомбардувальні рейди противника. Кількість авіанальотів скоротилася вдвічі. О 17:00 командувач 7-ї армії генерал Паттон зі своїм штабом висадився на італійський берег та влаштував передовий командний пункт на здобутому плацдармі. Як тільки піхота забезпечила безпеку по периметру захопленого аеродромі Понте Оліво, штурмовики A-36 «Апач» 27-ї винищувально-бомбардувальної авіагрупи 12-ї повітряної армії США здійснила посадку на злітну смугу летовища й запровадили безпосередню авіаційну підтримку сухопутним військам, що билися поблизу Джели.